# Cyrtothyrea
Cyrtothyrea är ett släkte av skalbaggar. Cyrtothyrea ingår i familjen Cetoniidae.
Kladogram enligt Catalogue of Life:
| Cyrtothyrea | \| \| Cyrtothyrea marginalis \| \| \| \| \| \| Cyrtothyrea rubriceps \| \| \| \| \| \| Cyrtothyrea rudebecki \| \| \| \| \| \| Cyrtothyrea testaceoguttata \| \| \| \| |
|             | \| \| Cyrtothyrea marginalis \| \| \| \| \| \| Cyrtothyrea rubriceps \| \| \| \| \| \| Cyrtothyrea rudebecki \| \| \| \| \| \| Cyrtothyrea testaceoguttata \| \| \| \| |
|             | Cyrtothyrea marginalis |
|             | |
|             | Cyrtothyrea rubriceps |
|             | |
|             | Cyrtothyrea rudebecki |
|             | |
|             | Cyrtothyrea testaceoguttata |
|             | |

## Bildgalleri

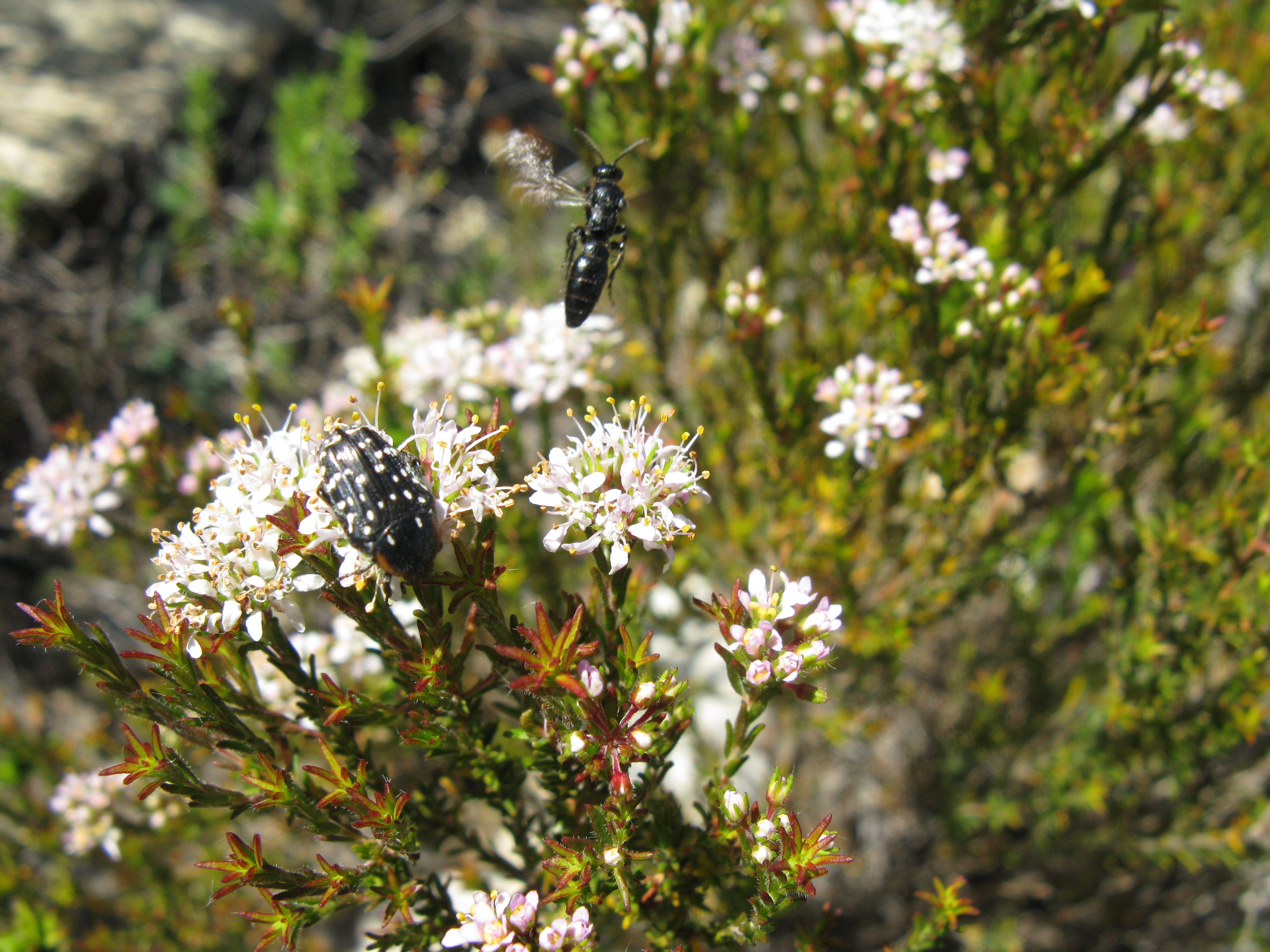
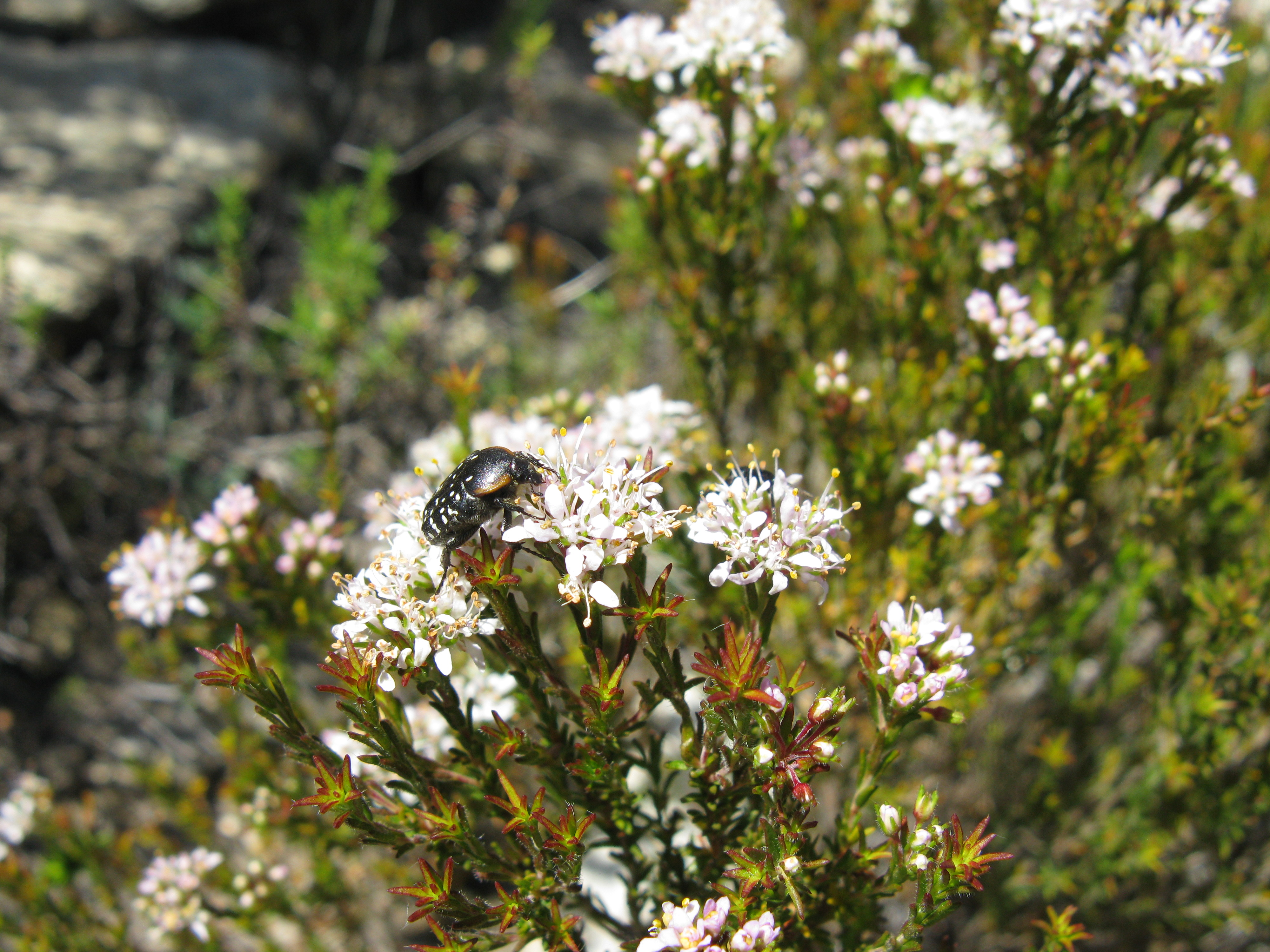
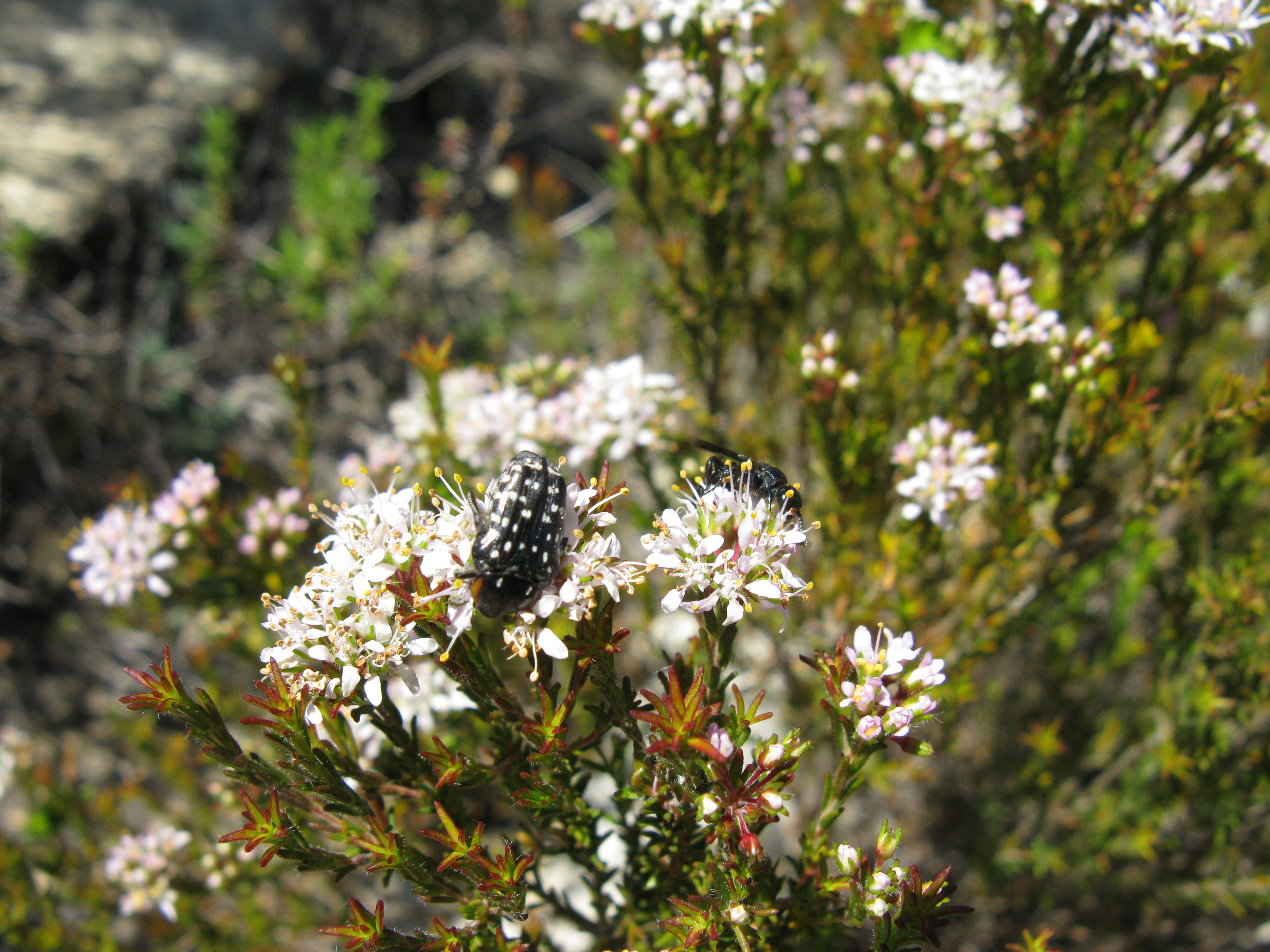